# Le Haillan
Le Haillan település Franciaországban, Gironde megyében. Lakosainak száma 11 499 fő (2022. január 1.). Le Haillan Le Taillan-Médoc, Saint-Médard-en-Jalles, Mérignac és Eysines községekkel határos.

## Népesség
A település népességének változása:
| Lakosok száma | 2272 | 5584 | 6974 | 8378 | 9939 | 10 755 | 11 018 | 11 539 | 11 567 | 11 499 |
|               | 1968 | 1982 | 1990 | 2006 | 2013 | 2015   | 2017   | 2019   | 2020   | 2022   |